# Texophon aransas
Texophon aransas är en mångfotingart som beskrevs av Shelley 1989. Texophon aransas ingår i släktet Texophon och familjen Dorypetalidae. Inga underarter finns listade i Catalogue of Life.